# Instrumento de Governo (1720)
O Instrumento de Governo foi um documento constitucional responsável por estabelecer a primeira monarquia constitucional da Suécia, no período chamado de "Era da Liberdade", entre 1720 e 1772.
O documento é considerado, de fato, uma constituição moderna, sendo influenciado pelo Iluminismo e o Despotismo Esclarecido.

## Antecedentes

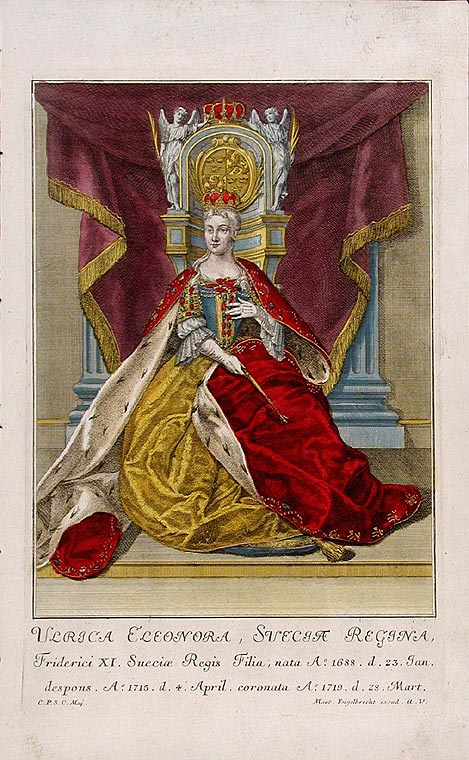
Rainha Ulrica Leonor da Suécia (1745).

### Instrumento de Governo de 1719
O Instrumento de Governo de 1719 (Regeringsform), adotado em 21 de fevereiro de 1719 pelo Riksdag dos Estados (parlamento sueco), foi a constituição do Reino da Suécia de 1719 a 1720. Embora tenha vigorado apenas por alguns meses, tem grande significado na história sueca, pois a sua promulgação marcou o fim do primeiro período de absolutismo do país (1680-1719) e o início do período de monarquia constitucional e governo parlamentar tradicionalmente conhecido como “Era da Liberdade”.
O documento surgiu como resultado da crise de sucessão que ocorreu depois que Carlos XII da Suécia morreu sem filhos durante a Grande Guerra do Norte, deixando dois herdeiros potenciais: sua irmã Ulrica Leonor, a Jovem, e seu sobrinho Carlos Frederico, Duque de Holsácia-Gottorp. A crise acabou sendo resolvida por um acordo pelo qual o Riksdag reconheceu Ulrica como rainha reinante e, em troca, ela assinou uma nova constituição, renunciando assim à monarquia absoluta instituída por seu pai, o rei Carlos XI.

## Instrumento de 1720

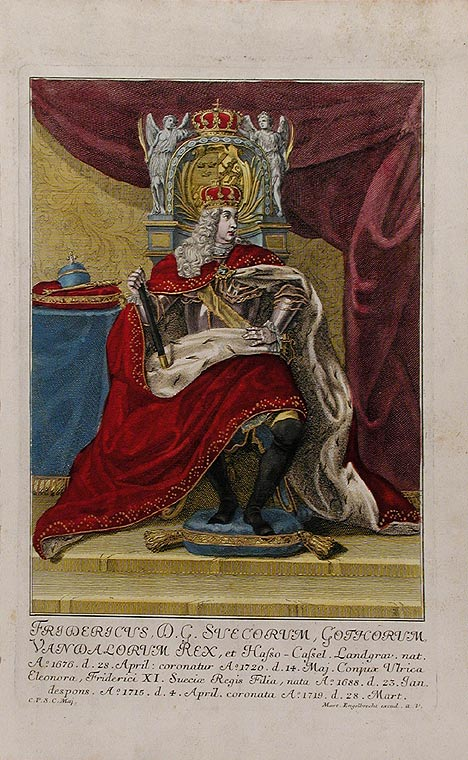
Rei Frederico I da Suécia (1745).

O Instrumento de Governo de 1720, adotado em 2 de maio de 1720 pelo parlamento sueco, foi a constituição do Reino da Suécia de 1720 a 1772 e, portanto, esteve em vigor durante quase todo o período de monarquia constitucional conhecido como “Era da Liberdade”.
A decisão de promulgar uma nova constituição logo após a anterior foi motivada pela decisão da rainha Ulrica Leonor de abdicar em favor de seu marido, Frederico de Hesse, que assim se tornou o rei Frederico I da Suécia. O Riksdag desaprovou esta manobra e suspeitou que Frederico tivesse ambições de restaurar a monarquia absoluta e, portanto, em troca da ratificação da sua adesão como rei, forçou-o a aceitar uma nova constituição, que impôs restrições mais rigorosas ao poder real do que a sua antecessora, embora os dois documentos fossem em grande parte idênticos em conteúdo.
O Instrumento de Governo de 1720 permaneceu em vigor durante cinquenta anos, antes de ser substituído pelo Instrumento de Governo de 1772, que pôs fim ao período de constitucionalismo e restaurou o absolutismo na Suécia, graças ao golpe de Estado de Gustavo III, conhecido como “Revolução de 1772”.

### Características
O Instrumento de Governo de 1720 substituiu a monarquia absoluta por uma monarquia constitucional e um sistema parlamentar, em que o rei dividia o poder com o Riksdag dos Estados. Esse parlamento compreendia quatro estados (nobreza, clero, burguesia e campesinato), cada um composto por um número de representantes eleitos por membros dos respectivos grupos sociais. As mulheres receberam sufrágio limitado, desde que fossem membros de guildas contribuintes com maioridade legal. As funções executivas do governo foram desempenhadas pelo Conselho do Reino (Riksråd), que consistia em 16 membros oriundos dos três primeiros estados. Esses conselheiros foram nomeados pelo parlamento, cada um dos três primeiros estados nomeando três candidatos para cargos de gabinete, cuja escolha cabia ao rei, a partir desses candidatos previamente indicados. O rei também foi autorizado a participar na tomada de decisões do Conselho e, embora tivesse de votar nas decisões como qualquer outro membro, seu voto contava o dobro do dos conselheiros comuns.